# Edward Lindberg (bildesigner)
Karl Edward Manfred Lindberg, född 1900, död 1969, var en svenskamerikansk bildesigner. 
Edward Lindberg kom med ingenjörsexamen från Stockholm 1923 till USA, efter anställning hos Ostermans, för att arbeta med bildesign. Första tiden ägnade han åt specialstudier vid University of Detroit. Han var knuten till ledande biltillverkare som karossdesigner bl.a. Cadillac, Ford, Studebaker i South Bend, Detrich Inc., Murray Body Corp. och Briggs Body Corp. Efter tio år i USA kallades han hem till Sverige och Volvo, där han stannade till sin pensionering 1967.
En så kallad styling-avdelning organiserades av Lindberg 1950 där det arbetade cirka tjugo man för att designa kaross och inredning för alla bilmodeller.